# Grundträsket (Sorsele socken, Lappland, 729072-157661)
Grundträsket är en sjö i Sorsele kommun i Lappland och ingår i Umeälvens huvudavrinningsområde. Sjön har en area på 0,171 kvadratkilometer och ligger 561 meter över havet. Grundträsket ligger i Södra Nalovardo Natura 2000-område. Sjön avvattnas av vattendraget Grundträskbäcken.

## Delavrinningsområde
Grundträsket ingår i det delavrinningsområde (729107-157596) som SMHI kallar för Ovan 728994-157189. Medelhöjden är 566 meter över havet och ytan är 20,11 kvadratkilometer. Det finns inga avrinningsområden uppströms utan avrinningsområdet är högsta punkten. Grundträskbäcken som avvattnar avrinningsområdet har biflödesordning 3, vilket innebär att vattnet flödar genom totalt 3 vattendrag innan det når havet efter 342 kilometer. Avrinningsområdet består mestadels av skog (57 procent) och sankmarker (42 procent). Avrinningsområdet har 0,17 kvadratkilometer vattenytor vilket ger det en sjöprocent på 0,8 procent.